# Union des droites (groupe parlementaire)
Pour les articles homonymes, voir Union des droites.
Sous la Troisième République, l'Union des droites est le nom d'un groupe parlementaire français réunissant les monarchistes légitimistes et orléanistes ainsi que des bonapartistes, hostiles à l'idée même de République, pendant les deux premières décennies de la Troisième République.
D'abord autonomes, ces différentes familles se rassemblent progressivement afin de mieux peser face aux républicains, majoritaires à la Chambre des députés à partir de 1876. Leur influence diminue durant les années 1880-1890, à la suite du ralliement des plus modérés au régime républicain et à l'apparition de nouvelles idéologies comme le boulangisme ou le nationalisme.

## Histoire

### Troisième République

#### Composition
Siégeant à droite, par opposition aux républicains, trois mouvances se distinguent au sein de cette famille conservatrice :
- les légitimistes : royalistes fidèles à la branche des Bourbons, ils souhaitent placer le comte de Chambord sur le trône et sont partisans d’un retour à une monarchie forte (comme les ultra-royalistes sous la Restauration) ;
- les orléanistes : plus modérés, siégeant au centre droit, ils veulent réinstaurer un régime constitutionnel (à l'image de la monarchie de Juillet), avec à sa tête le comte de Paris, petit-fils de Louis-Philippe Ier ;
- les bonapartistes : fortement affaiblis après la chute du Second Empire, ils sont partisans au retour d'un « Empire autoritaire » (en opposition à « l'Empire libéral » instauré à la fin du règne de Napoléon III) et forment le groupe de l'Appel au peuple.

#### 1871-1876: groupe majoritaire à l’Assemblée nationale
À la suite des élections législatives de 1871, qui ont lieu dans le cadre de la convention d'armistice afin d'avoir une assemblée légitime pour signer la paix, les partis conservateurs prônant la fin de la guerre remportent une large majorité des sièges à l’Assemblée nationale.
Mais faute de pouvoir s'entendre pour la restauration de la monarchie, l’Union des droites fait élire le maréchal de Mac Mahon à la présidence de la République mais se désagrège lors du vote des lois constitutionnelles de 1875, les quelques bonapartistes refusant ces lois et les légitimistes étant divisés. Elle garde la majorité jusqu'aux élections législatives de 1876, qui voient la victoire des Républicains opportunistes et lors desquelles les droites ne font pas d'alliance électorale nationale. Le groupe de l'Union des droites est donc dissout de fait.
Le Sénat passe quant à lui à gauche en 1879.

#### 1881-1893: déclin à la Chambre des députés
Pour les élections législatives de 1885, la droite se mobilise activement dans l'Union conservatrice. Les royalistes y étant majoritaire face aux bonapartistes, divisés entre Napoléon-Jérôme Bonaparte et Victor Napoléon. Leur campagne est surtout axée sur la critique du bilan républicain et sur l'appel à l'union, mais elle ne parle alors pas de ce qu’il faudrait à la place. Dans le même temps, le cardinal d'Alger, Charles Lavigerie, publie en août un appel à des candidatures catholiques ralliés à la République. Mais cet appel est ignoré par les conservateurs malgré l'appui silencieux du Vatican. Albert de Mun créé un parti catholique mais celui-ci demeure invisible. Les accords de confection des listes conservatrices sont à la faveur des royalistes, mais seules neuf candidats sont uniquement royalistes et deux sont bonapartistes. Il est important de noter que les candidats ne se revendiquent pas tous d'une étiquette autre que conservatrice. Leur objectif est d'atteindre les 200 élus. La droite l'emporte dans 27 départements et obtient 202 députés dont 176 au premier tour. Ce progrès n'est cependant qu'un retour à la normal et la mise en ballotage n'est due dans la plupart des cas qu'à la division des républicains. En réalité, la droite est bien battue dès le premier tour puisqu'elle ne peut ensuite pas compter sur de réserve de voix. Ce résultat créé cependant un mouvement de panique chez les républicains pour le second tour. Les royalistes, quant à eux, sont optimistes, à l'inverse des bonapartistes qui ne progressent que peu. L’union profite donc surtout aux royalistes qui en profitent pour commencer à éliminer leur allié. Les deux groupes : la Droite royalistes et l'Appel au peuple, restent actifs comme sous-groupe au sein de l'Union des droites, qui est boudé par un quart des conservateurs.
Après les élections de 1889, le choix d'un groupe unique de la droite est débattu, notamment par Eugène Jolibois, qui souhaite créer un groupe dissident pour permettre l'indépendance des députés. Il s'agit aussi d'un questionnement de positionnement entre l'intransigeance et la modération. La modération est notamment soutenue par Jacques Piou et Jean Hély d'Oissel qui refusent notamment la proposition de Charles-Émile Freppel de renommer le groupe en « la Droite » ou « la Droite conservatrice ». Rapidement, les conservateurs se divisent face à l'attitude de Mackau au boulangisme, ils lui font payer l'alliance en le démettant de son poste de président le 24 octobre. Le 13 novembre, une nouvelle réunion de l'Union des droites échouent à mettre en place une direction commune. Le 18 décembre, l'Union des droites scissionne, les antiboulangistes formant le groupe de la « droite royaliste », les pro-boulangistes (Mackau et Paul de Cassagnac par exemple) forment la « droite indépendante », les bonapartistes restent dans leur groupe, l'Appel au peuple. L'Union des droites devient une alliance parlementaire. Le 20 mars 1890, Jacques Piou quitte le groupe avec 40 autres députés pour former la « droite constitutionnelle », acceptant la République.
Le Ralliement d'une partie des conservateurs à la République à partir de 1893 au sein de la Droite républicaine, provoque la fin définitive de l'Union des droites.
Un nouveau rassemblement des députés royalistes a lieu de 1910 à 1919, au sein du groupe des droites.

#### Évolution des effectifs
| Assemblée nationale (1871-1876) | Ordre moral                               | 416 / 638 |                             |                 |                     |
| Assemblée nationale (1871-1876) | Ordre moral                               | 416 / 638 | Légitimistes                | 182             | Droite              |
| Assemblée nationale (1871-1876) | Ordre moral                               | 416 / 638 | Orléanistes                 | 214             | Centre droit        |
| Assemblée nationale (1871-1876) | Ordre moral                               | 416 / 638 | Bonapartistes               | 20              | Appel au peuple     |
|                                 |                                           |           |                             |                 |                     |
| Ire législature (1876-1877)     |                                           | 174 / 533 |                             |                 |                     |
| Ire législature (1876-1877)     | Légitimistes                              | 174 / 533 | 45                          | Droite          |                     |
| Ire législature (1876-1877)     | Orléanistes                               | 174 / 533 | 41                          | Centre droit    |                     |
| Ire législature (1876-1877)     | Bonapartistes                             | 174 / 533 | 88                          | Appel au peuple |                     |
|                                 |                                           |           |                             |                 |                     |
| IIe législature (1877-1881)     |                                           | 208 / 533 |                             |                 |                     |
| IIe législature (1877-1881)     | Légitimistes                              | 208 / 533 | 56                          | Droite          |                     |
| IIe législature (1877-1881)     | Orléanistes                               | 208 / 533 | 41                          | Constitutionnel |                     |
| IIe législature (1877-1881)     | Bonapartistes                             | 208 / 533 | 111                         | Appel au peuple |                     |
|                                 |                                           |           |                             |                 |                     |
| IIIe législature (1881-1885)    | Union des droites                         | 88 / 557  |                             |                 |                     |
| IIIe législature (1881-1885)    | Union des droites                         | 88 / 557  | Royalistes                  | 42              | Droite royaliste    |
| IIIe législature (1881-1885)    | Union des droites                         | 88 / 557  | Bonapartistes               | 46              | Appel au peuple     |
|                                 |                                           |           |                             |                 |                     |
| IVe législature (1885-1889)     | Union conservatrice                       | 201 / 584 |                             |                 |                     |
| IVe législature (1885-1889)     | Union conservatrice                       | 201 / 584 | Royalistes                  | 136             | Droite royaliste    |
| IVe législature (1885-1889)     | Union conservatrice                       | 201 / 584 | Bonapartistes               | 65              | Appel au peuple     |
|                                 |                                           |           |                             |                 |                     |
| Ve législature (1889)           | Réunion générale des députés de la Droite | 173 / 576 |                             |                 |                     |
| Ve législature (1889)           | Réunion générale des députés de la Droite | 173 / 576 | Royalistes                  | 117             | Droite royaliste    |
| Ve législature (1889)           | Réunion générale des députés de la Droite | 173 / 576 | Bonapartistes               | 56              | Appel au peuple     |
|                                 |                                           |           |                             |                 |                     |
| Ve législature (1890-1893)      | Union libérale de la Droite               | 133 / 576 |                             |                 |                     |
| Ve législature (1890-1893)      | Union libérale de la Droite               | 133 / 576 | Royalistes intransigeants   | ?               | Droite royaliste    |
| Ve législature (1890-1893)      | Union libérale de la Droite               | 133 / 576 | Royalistes pro-boulangistes | ?               | Droite indépendante |
| Ve législature (1890-1893)      | Union libérale de la Droite               | 133 / 576 | Bonapartistes               | 56              | Appel au peuple     |